# Гора Сипягина
Гора Сипягина — деревня в Борисоглебском районе Ярославской области. Входит в состав Инальцинского сельского поселения.

## География
Находится в юго-восточной части Ярославской области на расстоянии приблизительно 10 км на юг-юго-запад по прямой от районного центра поселка Борисоглебский.

## История
Деревня была отмечена еще на карте 1798 года. В 1859 году здесь (деревня Ростовского уезда Ярославской губернии) было учтено 12 дворов, в 1898 — 29, в 1941 — 37.

## Население
Численность населения: 111 человек (1859 год), 13 (русские 100 %) в 2002 году, 7 в 2010.